# Fiera di Arcavacata

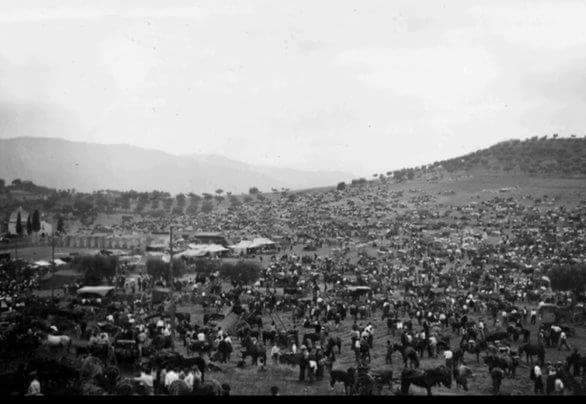
La collina di Santo Stefano dove si svolgeva la fiera, oggi zona residenziale.

La Fiera di Arcavacata è una storica fiera del bestiame, che si tiene a Santo Stefano di Rende l'ultima domenica di Agosto.

## Storia

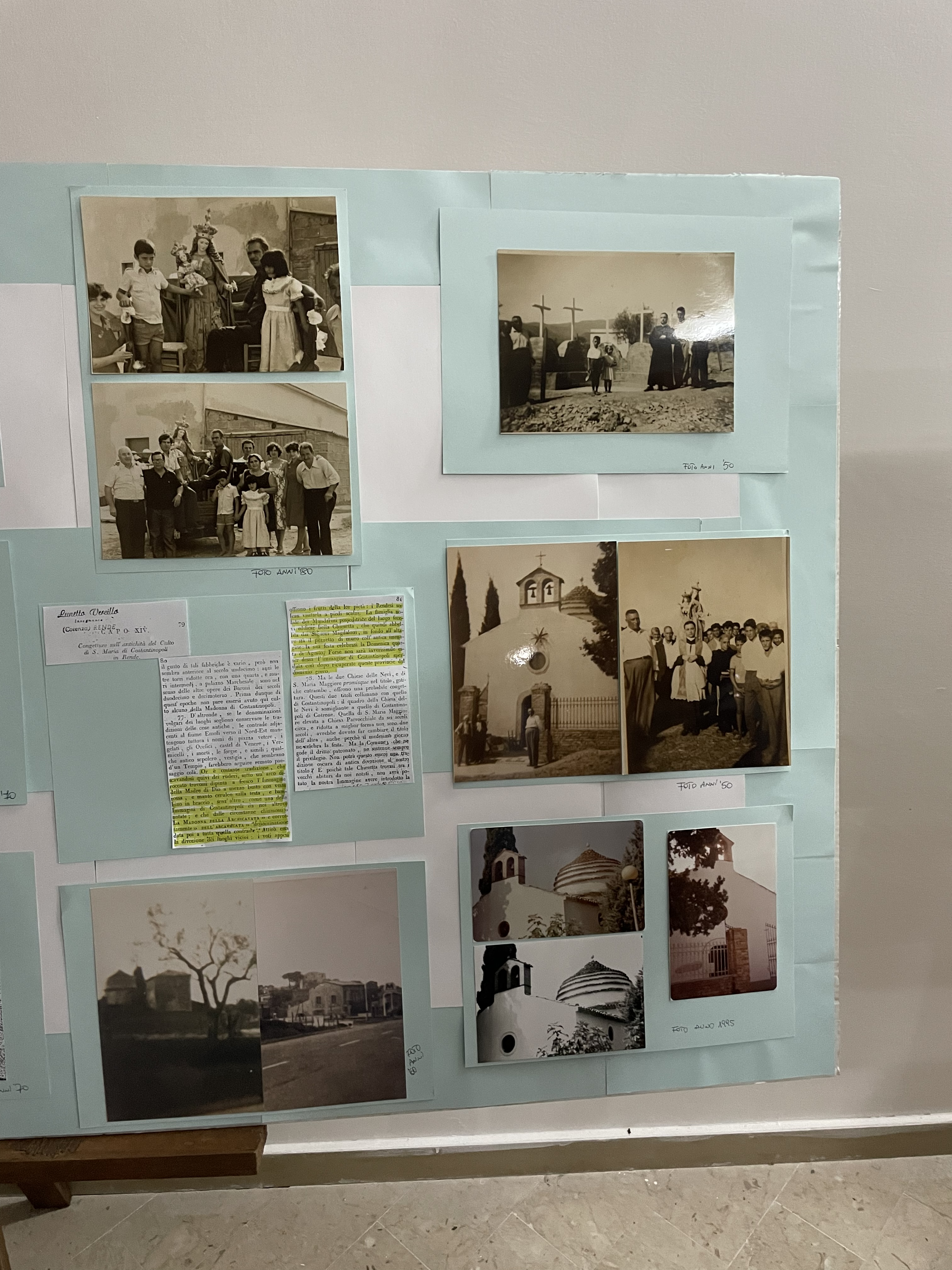
Immagini storiche tratte dalla mostra sulla fiera.

La fiera di Arcavacata prende il nome dall'omonimo millenario centro abitato che fino al secolo scorso comprendeva anche il quartiere di Santo Stefano. 

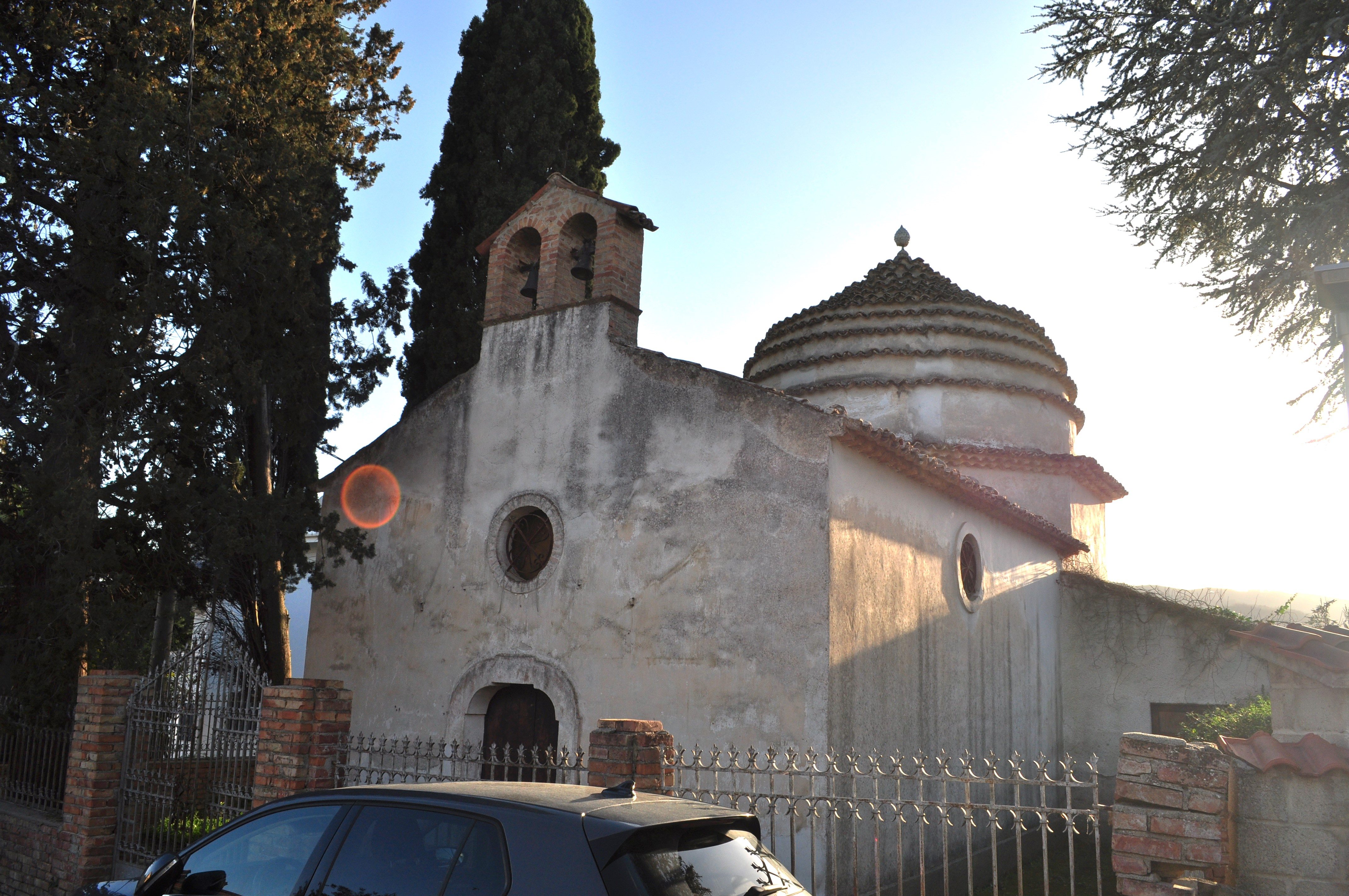
La Chiesetta della Famiglia Magdalone, nel luogo dove un tempo si svolgeva la fiera.

Ha origini sin dal XVI secolo, quando ancora l'attuale centro abitato era un fondo privato e comprendeva solo pochi edifici dei proprietari Magdalone. In questa zona venivano a contrattare gli allevatori e i contadini da gran parte del mezzogiorno, per acquistare animali da allevamento. Venivano venduti anche prodotti tipici oltre a Cesti di vimini, campanacci, oggetti per la casa e prodotti agronomici tipici.
La fiera durava 7 giorni e andava dal lunedì all’ultima domenica di agosto.
Nel XVIII secolo, a questo evento prettamente di tipo economico, subentrò il culto della Madonna della Consolazione, venerata nell'antica chiesetta della famiglia Magdadalone (ad essa dedicata) la cui festa fu posta dagli abitanti dell'epoca, convenzionalmente, proprio nell'ultima Domenica di Agosto, in chiusura della fiera. Insieme al commercio di animali, si inserirono festeggiamenti religiosi ma anche civili con musica, balli, concerti e spettacoli pirotecnici nei tempi più recenti.

## Oggi

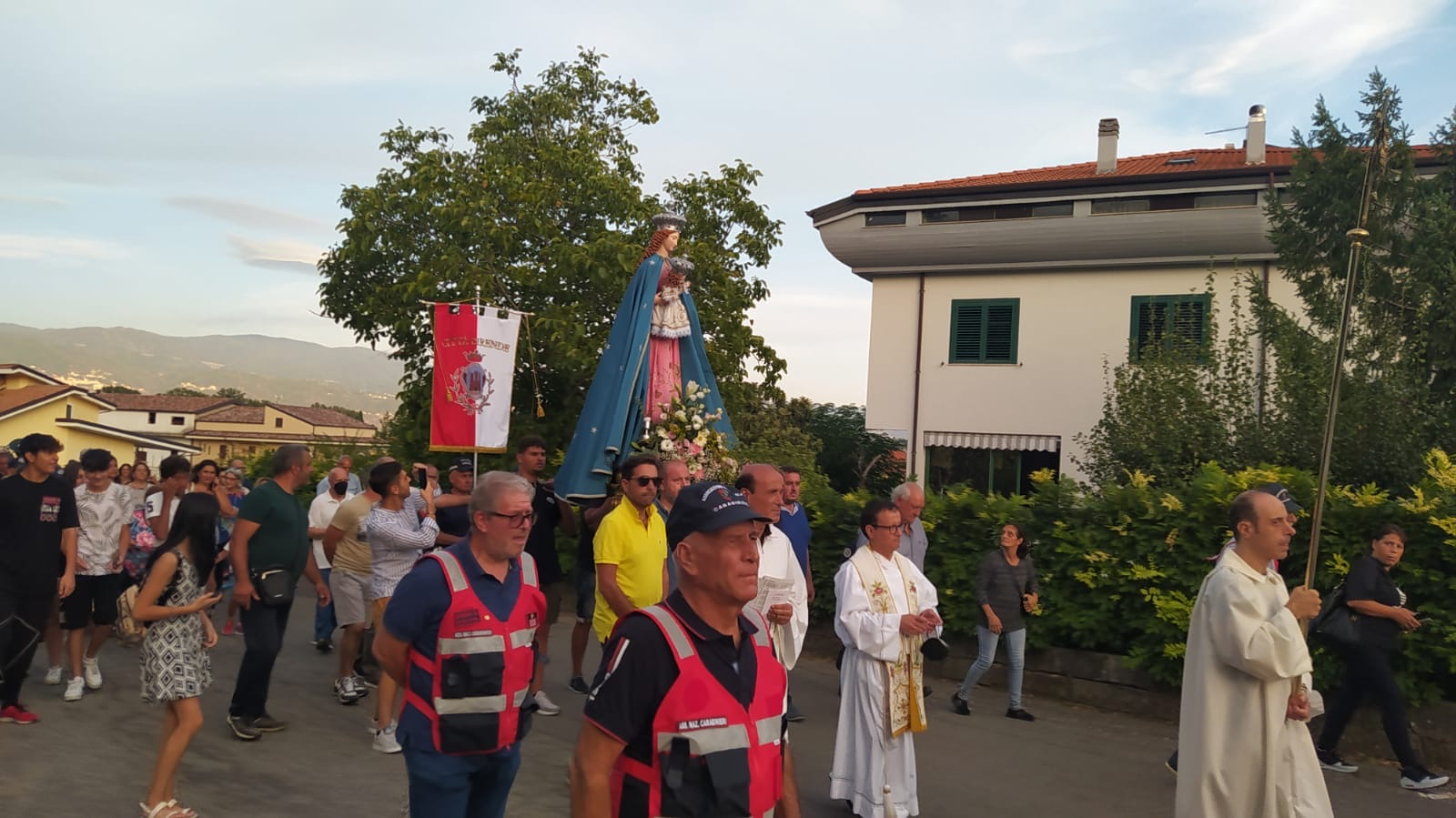
La processione della statua della Madonna della Consolazione il 28 Agosto 2022.

Fino agli anni 90 del 1900 veniva ancora praticato il commercio di buoi, maiali, pecore e anche animali di più modeste dimensioni; ma oggigiorno della fiera rimane solamente la festa religiosa che comprende le celebrazioni del triduo alla Madonna della Consolazione e la storica processione dell'antica statua, ma anche alcuni stand di cibi tipici o dolciumi insieme a concerti e spettacoli pirotecnici.